# Нирина, Эстер
Эсте́р Нири́на (имя при рождении Раниринахарита́фика, 1932—2004) — малагасийская поэтесса. Родилась в 1932 году в  исторической области Имерина на Центральном плато Мадагаскара, с 1953 по 1983 год жила в Орлеане, Франция, работала библиотекарем, а затем вернулась на Мадагаскар и стала известна как поэтесса. На протяжении своей творческой карьеры была членом Малагасийской Академии и главой Society of the Writers of the Indian Ocean (SEROI). Её поэтический сборник "Simple voyelle" («Одиночная гласная») был удостоен Гран-При ADELF Littérature de Madagascar.

## Биография
Раниринахаритафика была единственным ребёнком в семье, она говорила в интервью, что основа её имени, Нирина, означает по-малагасийски «желанный», потому что её родители очень хотели ребёнка. Она выросла в Антананариву, столице Мадагаскара, где её отец работал государственным служащим, но её семья часто посещала деревню в провинции, где вырос её отец.
Нирина переехала во Францию в 1953 году, вслед за мужем, который закончил там обучение на преподавателя. В Орлеане она начала работать библиотекарем вместе с Элен Каду, женой Рене-Ги Каду. Элен Каду заинтересовалась Нириной после того, как прочитала её стихотворение, и побудила её писать дальше. В 1975 году первый том поэзии Нирины, "Silencieuse respiration" («Тихое дыхание»), был выпущен Орлеанским издательством Sergent. Следующая книга "Simple voyelle" вышла в 1980 году в том же издательстве.

## Стиль
Стиль Нирины сочетает в себе малагасийскую традицию и опыт юных лет на Мадагаскаре с опытом жизни во Франции. Она использует традиционные формы малагасийской поэзии, такие как хайнтени, но также опирается на международные влияния, в том числе на творчество Пабло Неруды и Жоржа Батая. Её поэзия характеризуется ностальгией, а также философскими реминисценциями и многозначностью используемой лексики.